# Bolšoj Semjačik
Bolšoj Semjačik (rusky Большой Семячик) je vulkanický komplex, sestávající z několika stratovulkánů, struskových kuželů a lávových dómů, který se nachází ve východní části poloostrova Kamčatka, nedaleko pobřeží Pacifiku. Komplex leží v 10 km široké kaldeře, která se zformovala v pleistocénu. Postkalderové stádium aktivity dalo za vznik více stratovulkánům a lávovým dómům, některé byly aktivní během holocénu.

## Seznam vulkanických forem komplexu Bolšoj Semjačik
- Struskové kužely
  - Dalnyj
  - Maleňkij
  - Ploskaja (Krugleňkij)
  - Problematičnyj - 1317 m
- Stratovulkány
  - Bort
  - Burljaščij - 1000 m
  - Centralnyj Semjačik - 1100 m
  - Ploskij
  - Popkov
  - Vostočnaja Baraňja - 1320 m
  - Zapadnaja Baraňja - 1426 m
  - Zubčatka - 1720 m